# Прохорова Балка
Про́хорова Ба́лка — колишнє село в Україні, розташоване в Маловисківському районі Кіровоградської області. Орган місцевого самоврядування — Злинська сільська рада.
Виключене з облікових даних рішенням обласної ради № 789 від 20 листопада 2009 року.
Рішення про виключення села з облікових даних прийнято у зв'язку з переселенням його жителів у інші населені пункти.

## Географія
Селом протікає річка Буки, права притока Плетеного Ташлику.

## Населення
Згідно з переписом УРСР 1989 року чисельність наявного населення села становила 4 особи, з яких 1 чоловік та 3 жінки.
За переписом населення України 2001 року в селі ніхто не мешкав.